# Bzová
Bzová är en ort i Tjeckien.   Den ligger i regionen Mellersta Böhmen, i den centrala delen av landet, 50 km sydväst om huvudstaden Prag. Bzová ligger 400 meter över havet och antalet invånare är 422.
Terrängen runt Bzová är platt åt sydost, men åt nordväst är den kuperad.Runt Bzová är det ganska tätbefolkat, med 179 invånare per kvadratkilometer. Närmaste större samhälle är Beroun, 16,7 km öster om Bzová. Trakten runt Bzová består till största delen av jordbruksmark.